# Metro de Terrassa
Metro de Terrassa es la denominación del metro que presta servicio en la trama urbana de Tarrasa, operado por la Generalidad de Cataluña mediante la compañía ferroviaria Ferrocarriles de la Generalidad de Cataluña (FGC). Sería más preciso definirlo como un complemento de metro a la ya existente red de trenes de cercanías de FGC en la ciudad, situado en el área metropolitana de Barcelona. Se trata de una prolongación de la línea S1 de los FGC, que hasta la inauguración del servicio de metro en 2015 acababa en la estación de Terrassa Rambla.
La línea de metro une la estación de FGC ya existente de Terrassa Rambla con la línea de ferrocarril de Renfe en la ciudad mediante un intercomunicador en la estación de Tarrasa, pasando por una estación intermedia borde el campus de Terrassa de la Universidad Politécnica de Cataluña. El final de la línea se encuentra en el barrio de Can Roca; precisamente, la construcción del túnel de Can Roca empezó en abril de 2007. Debido a la situación económica, la Generalidad paralizó el proyecto en enero de 2012.
Finalmente, una nueva negociación con los bancos y las constructoras permitió a la Generalidad reactivar la obra civil de la ampliación de los FGC. La inauguración de la nueva línea de metro tuvo lugar el 29 de julio de 2015.

En 2024 se puso en marcha la propuesta del túnel de Horta. Por tanto, la ciudad se complementaria con una segunda línea de metro que una los barrios del sur, la cual conllevará a una prolongación por el oeste y el sur de Sabadell, Sant Quirze la UAB y desde Cerdanyola entrar en el túnel de Horta el cual daría acceso directo a la ciudad condal. Esta nueva línea sería, aparte de una nueva línea de metro a nivel municipal, una gran conexión de todo el Vallès sin tener que hacer trasbordo en Sant Cugat. Aun esta pendiente de fecha, pero lo previsto es incluir el proyecto en los presupuestos de 2025.

## Detalles
La Generalidad de Cataluña declaró un presupuesto de 178,8 millones de euros para la construcción del Metro de Tarrasa, que se compone de una adición a las estaciones de tren de Tarrasa pertenecientes a la línea S1 de FGC. Las nuevas estaciones son:
- Vallparadís Universitat
- Estación de Tarrasa
- Terrassa Nacions Unides

Forman parte también del llamado Metro de Tarrasa las dos estaciones preexistentes de Tarrasa Rambla y Les Fonts.
La Generalidad también estima que viajen 32.000 pasajeros al día; cifra que no incluye el tren del servicio de cercanías de Renfe que cruza la ciudad. Entre FGC y Renfe, los presupuestos suman 321 millones de euros. Renfe construirá otra estación en la ciudad: Terrassa Oeste.

## Una red más grande
Partes de la línea operadas por FGC son ya conocidos bajo el nombre colectivo de Metro del Vallès, que incluye el servicio de Tarrasa y la extensión de la S2, que se convertirá en el Metro de Sabadell, que ya está en construcción.